# Бельюстаун

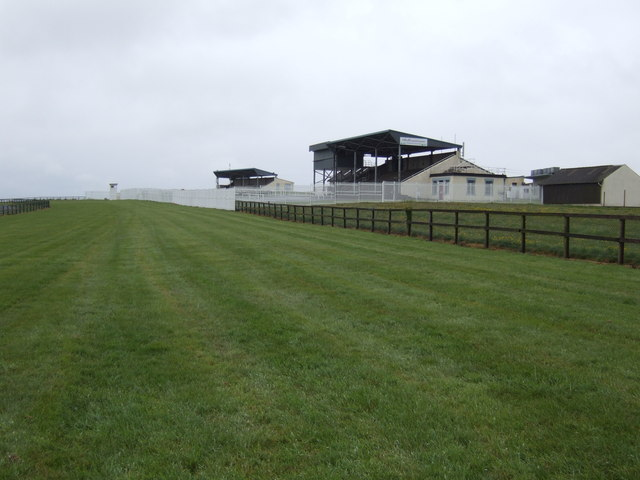
Бельюстаун. Ипподром

Бельюстаун (англ. Bellewstown; ирл. Baile an Bheileogaigh) — деревня в Ирландии, находится в графстве Мит (провинция Ленстер). 
Деревня расположена в сельской местности с видом на горы Морн к северу и на Ирландское море с востока. Является местом проведения традиционных скачек с 1726 года.